# Crotalaria bosseri
Crotalaria bosseri är en ärtväxtart som beskrevs av M. Peltier. Crotalaria bosseri ingår i släktet sunnhampor, och familjen ärtväxter. Inga underarter finns listade i Catalogue of Life.